# Prawo Burke’a (serial telewizyjny 1994)
Prawo Burke’a (ang.: Burke’s Law) – amerykański serial telewizyjny nadawany w latach 1994–1995 przez telewizję CBS. Kontynuacja nagradzanego serialu nadawanego pod tym samym tytułem w latach 1963–1966 przez ABC stworzonego przez Franka D. Gilroya.

## Krótki opis
W tytułowej roli kapitana policji i milionera Amosa Burke’a występował ponownie Gene Barry, zaś w roli jego syna Petera partnerował mu Peter Barton. W stałej obsadzie serialu byli także Dom DeLuise, Bever-Leigh Banfield i Danny Kamekona.
Twórcą nowego serialu, liczącego 27 odcinków, był James L. Conway. Wśród reżyserów serialu byli m.in. James L. Conway, Dennis Dugan czy Walter Grauman, scenarzystami byli Conway, Frank D. Gilroy i Joel J. Feigenbaum, do pojedynczych odcinków scenariusze pisali inni twórcy. Producentem serialu była należąca do Aarona Spellinga Spelling Television.
Autorem zdjęć był Brian Reynolds, muzykę do serialu skomponował John E. Davis, a zmontował go Jeff Gourson. Odcinki trwały średnio po 60 minut.

## Obsada
W rolach głównych wystąpili:
- Gene Barry jako dyrektor Amos Burke (27 odcinków)
- Peter Barton jako Peter Burke (27 odcinków)
- Dom DeLuise jako Vinnie Piatte (25 odcinków)
- Bever-Leigh Banfield jako Lily Morgan (27 odcinków)
- Danny Kamekona jako Henry (27 odcinków)

W rolach epizodycznych pojawiło się wielu popularnych amerykańskich, australijskich, brytyjskich oraz kanadyjskich aktorów, m.in.: Anne Francis (1 odcinek), Audrey Meadows (1), Catherine Hicks (1), Charles Shaughnessy (1), Christopher Douglas (1), Crystal Chappell (1), David Faustino (1), Debi Mazar (1), Denise Richards (1),  Diahann Carroll (1), Don Diamont (1), Doug Savant (1), Efrem Zimbalist Jr. (1), Eva Gabor (1), Finola Hughes (1), Frankie Avalon (1), Gerald McRaney (1), Grant Show (1), Hunter Archila (2), Jack Coleman (1), Jameson Parker (1), Jason Bateman (1), Jennifer Aniston (1), Joanna Cassidy (1), John Schneider (1), Josie Bissett (1), Kevin Dobson (1), Leann Hunley (1), Linda Purl (1), Loni Anderson (1), Lyle Waggoner (1), Martin Kove (1), Mary Crosby (1), Melissa Sue Anderson (1), Melody Anderson (1), Michael Nouri (1), Morgan Fairchild (1), Nolan Miller (1), Parker Stevenson (1), Perry King (1), Rita Moreno (1), Robert Goulet (1), Robert Vaughn (1), Sheree J. Wilson (1), Shirley Jones (2), Tanya Roberts (1), Thomas Calabro (1), Tracy Nelson (1), Vicki Lawrence (1), William Katt (1), a także muzyk Bret Michaels (1).

## Lista odcinków
Przygotowano na podstawie materiału źródłowego.

### Sezon pierwszy
| Lp  | Tytuł odcinka                     | Reżyser                      | Premiera         |
| --- | --------------------------------- | ---------------------------- | ---------------- |
| 1.  | Who Killed the Starlet?           | Dennis Dugan                 | 7 stycznia 1994  |
| 2.  | Who Killed the Fashion King?      | Richard Lang                 | 14 stycznia 1994 |
| 3.  | Who Killed Nick Hazard?           | Dennis Dugan                 | 21 stycznia 1994 |
| 4.  | Who Killed the Beauty Queen?      | Alan J. Levi                 | 28 stycznia 1994 |
| 5.  | Who Killed the Host at the Roast? | Richard Lang                 | 4 lutego 1994    |
| 6.  | Who Killed Alexander the Great?   | Charles Correll Richard Lang | 4 marca 1994     |
| 7.  | Who Killed the Soap Star?         | Richard Lang                 | 11 marca 1994    |
| 8.  | Who Killed Romeo?                 | Christopher Hibler           | 1 kwietnia 1994  |
| 9.  | Who Killed the Legal Eagle?       | Christopher Hibler           | 8 kwietnia 1994  |
| 10. | Who Killed Good Time Charlie?     | Jefferson Kibbee             | 15 kwietnia 1994 |
| 11. | Who Killed the Romance?           | Gilbert M. Shilton           | 29 kwietnia 1994 |
| 12. | Who Killed Skippy's Master?       | Gilbert M. Shilton           | 6 maja 1994      |
| 13. | Who Killed the Anchorman?         | Gilbert M. Shilton           | 13 maja 1994     |

### Sezon drugi
| Lp  | Tytuł odcinka                            | Reżyser          | Premiera         |
| --- | ---------------------------------------- | ---------------- | ---------------- |
| 1.  | Who Killed the World’s Greatest Chef?    | Michael Lange    | 21 marca 1995    |
| 2.  | Who Killed the Motor Car Maverick?       | Gus Trikonis     | 14 kwietnia 1995 |
| 3.  | Who Killed the Gadget Man?               | ?                | 22 kwietnia 1995 |
| 4.  | Who Killed the Highest Bidder?           | Chip Chalmers    | 28 kwietnia 1995 |
| 5.  | Who Killed Mr. Game Show?                | Gus Trikonis     | 5 maja 1995      |
| 6.  | Who Killed the Lifeguard?                | Jefferson Kibbee | 25 maja 1995     |
| 7.  | Who Killed the Centerfold?               | ?                | 1 czerwca 1995   |
| 8.  | Who Killed the Movie Mogul?              | Tony Mordente    | 8 czerwca 1995   |
| 9.  | Who Killed the Toy Maker?                | ?                | 15 czerwca 1995  |
| 10. | Who Killed Cock-a-Doodle Dooley?         | ?                | 22 czerwca 1995  |
| 11. | Who Killed the King of the Country Club? | ?                | 6 lipca 1995     |
| 12. | Who Killed the Sweet Smell of Success?   | Tony Mordente    | 13 lipca 1995    |
| 13. | Who Killed the Hollywood Headshrinker?   | ?                | 20 lipca 1995    |
| 14. | Who Killed the Tennis Ace?               | ?                | 27 lipca 1995    |